# 1857 aux États-Unis
Pour des articles plus généraux, voir Chronologie des États-Unis et 1857.
Chronologie des États-Unis
- 1853
- 1854
- 1855
- 1856
- 1857
- 1858
- 1859
- 1860
- 1861

Cette page concerne des événements d'actualité qui se sont produits durant l'année 1857 du calendrier grégorien aux États-Unis.

## Gouvernement
- Président : Franklin Pierce Démocrate puis James Buchanan Démocrate à partir du 4 mars ;
- Vice-président : vacant puis John Cabell Breckinridge Démocrate à partir du 4 mars ;
- Secrétaire d'État : William L. Marcy puis Lewis Cass à partir du 6 mars ;
- Chambre des représentants - Président : Nathaniel Prentice Banks (Parti américain) jusqu'au 4 mars, puis James Lawrence Orr Démocrate à partir du 7 décembre.

## Événements
- 9 janvier : grand tremblement de terre de Fort Tejon à la jonction de la faille de San Andreas et de la faille de Garlock , au nord de Los Angeles[1].
- 22 janvier : première convention de clubs de baseball à New York à laquelle participent une douzaine de clubs de Brooklyn et de New York[2].
- 21 février : une loi sur la monnaie, le Coinage Act of 1857, interdit l'utilisation des pièces de monnaie étrangères en tant que monnaie légale.

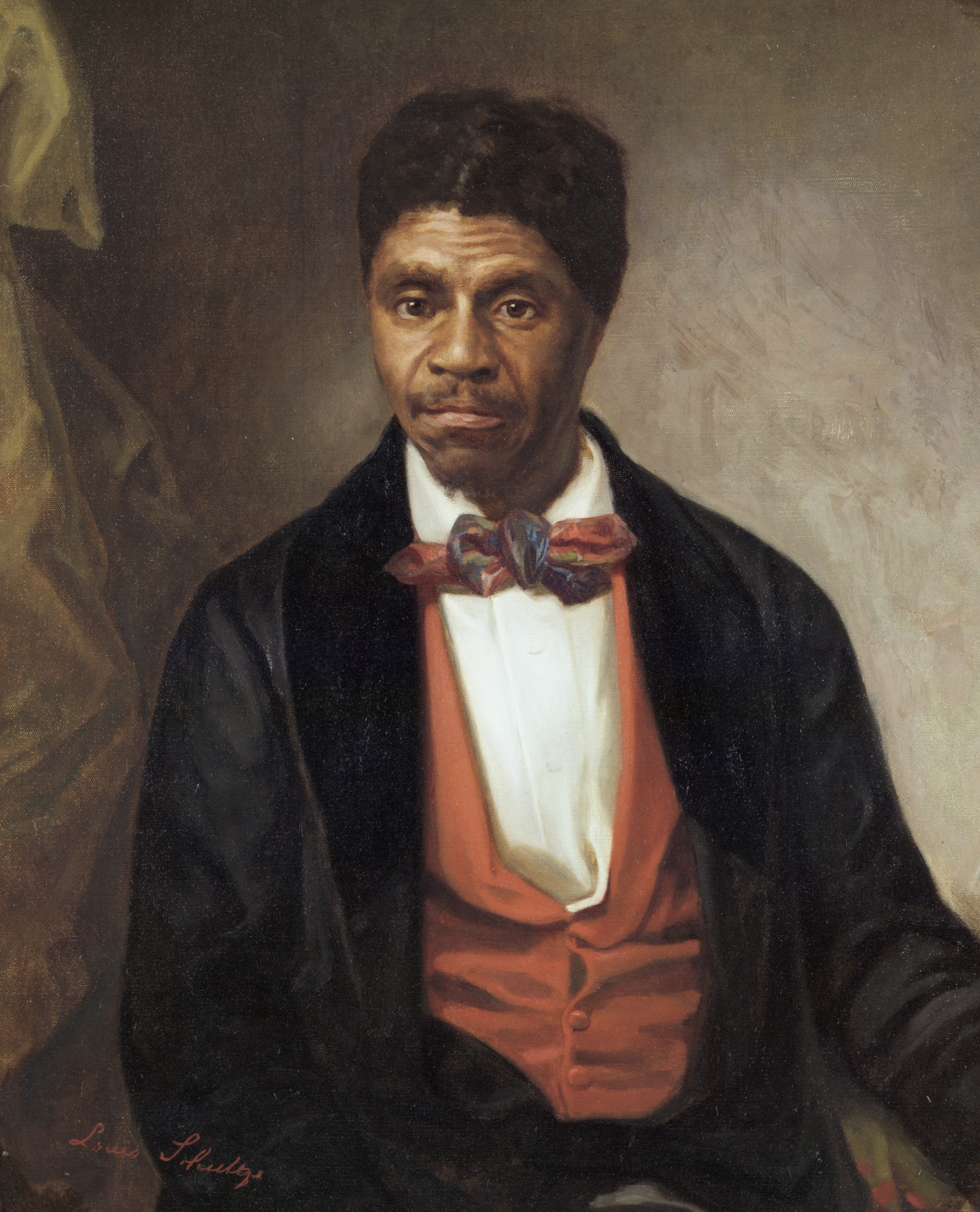
Portrait de Dred Scott

- 4 mars : cérémonie d'investiture à Washington D.C. du quinzième président des États-Unis, James Buchanan. Élu par 14 États esclavagistes et 5 États antiesclavagistes, il refuse d’intervenir sur la question de l’esclavage.
- 6 mars : la Cour suprême rend l'arrêt Scott v. Sandford qui prend fermement position en faveur de l'esclavage, déclarant, d'une part, qu'un Noir, même libre, ne peut être citoyen des États-Unis, d'autre part que, dans les territoires des États-Unis qui, à l'époque, ne sont pas encore des États et sont administrés par le gouvernement fédéral, ce dernier ne peut y interdire l'esclavage ce qui annule le compromis du Missouri.
- 7 mars : modification des règles du baseball. Alors qu’il fallait jusque-là atteindre 21 points pour s’imposer, on décide désormais de jouer en neuf manches (innings)[3].
- 12 mars : Elizabeth Blackwell est cofondatrice de la New York Infirmary.
- 23 mars : le premier ascenseur d'Elisha Otis est installé à 488 Broadway, New York.

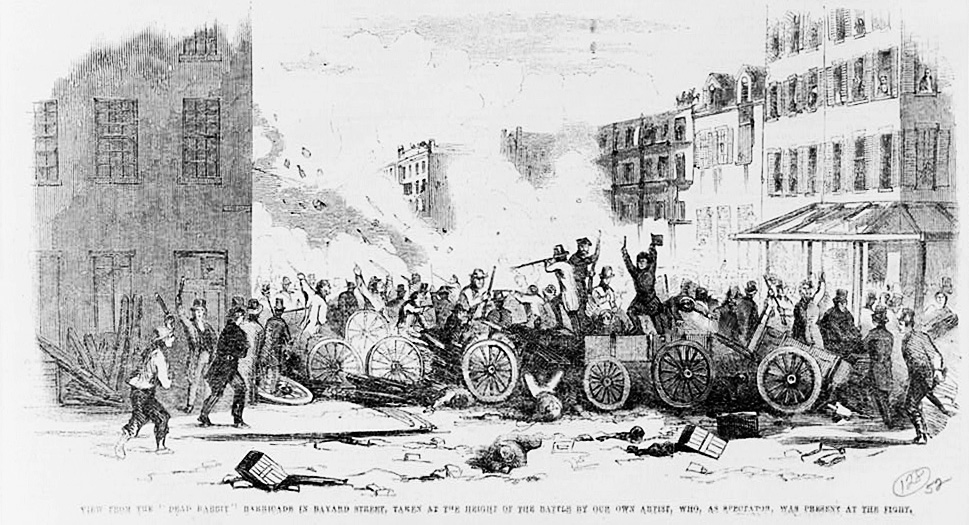
4 juillet : émeute à New-York opposant les clans des Bowery Boys et des Dead Rabbits dans le quartier de Five Points.

- 18 juillet : Guerre de l'Utah. L'administration du président James Buchanan cherchant à réprimer ce qu'elle considère comme une rébellion de Mormons dans le Territoire de l'Utah envoie les premiers soldats à partir de Fort Leavenworth (Kansas).
- 11 septembre, Guerre de l'Utah : 50 à 60 miliciens mormons locaux du sud de l’Utah, accompagnés d’alliés amérindiens, massacrent, dans une vallée de montagne appelée Mountain Meadows, à environ 55 kilomètres au sud-ouest de Cedar City, quelque 120 émigrants qui se rendent en Californie.
- 12 septembre : le SS Central America, sombre par 2 300 mètres de fond lors d'un ouragan avec ses 477 passagers, ses 101 membres d'équipage et sa cargaison, près de 11 tonnes d'or (30 000 livres) provenant de Californie et contribue à la panique de 1857.
- 13 octobre : les banques de New York ferment suivant une panique financière importante et ne rouvrent pas avant le 12 décembre.
- 22 octobre : les Brooklyn Atlantics remportent le championnat de baseball mis en place à la suite de la convention de janvier en s’imposant au meilleur des trois matches face aux Brooklyn Eckfords. Bilan des Atlantics en saison : 7 victoires, 1 nul et 1 défaite[4].
- Octobre : Dépression économique. Deux cent mille personnes se retrouvent sans emploi et des milliers d’immigrés récents tentent de repartir vers l’Europe.

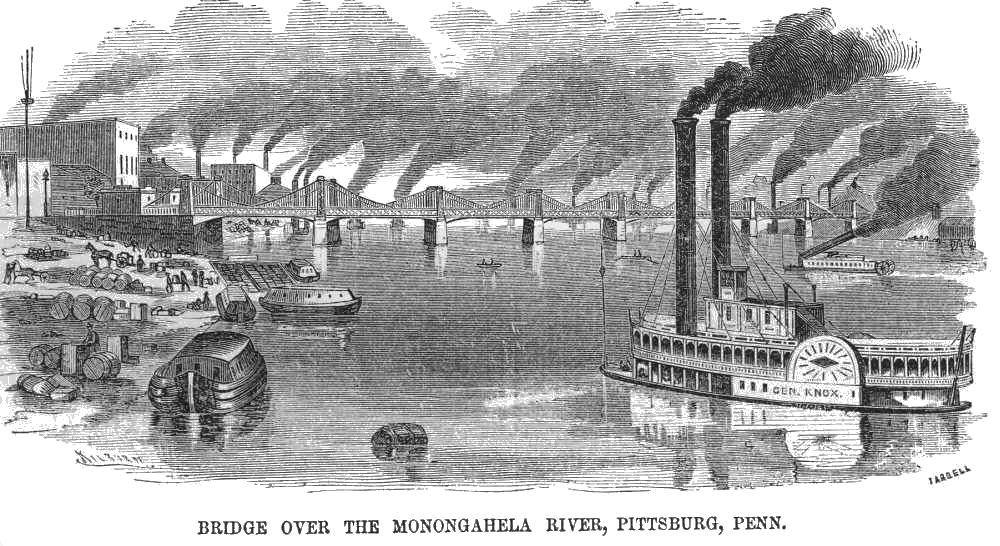
Pont de Pittsburgh sur la Monongahela River

- L'état américain de l'Arkansas se donne une constitution esclavagiste.
- Publication de The Impending Crisis of the South de Hinton Helper, qui démontre que la société esclavagiste est vouée à l’échec. L’ouvrage est interdit de diffusion dans les États du Sud où G. Fitzhugh riposte par un plaidoyer en faveur de l’esclavage, Cannibal All.
- La Panique de 1857 commence par une panique bancaire dut à une perte de confiance dans une banque de l'Ohio, mais alors que les actions des compagnies de chemins de fer américaines tombent, et qu'il y a une crainte que le gouvernement fédéral des États-Unis ne puisse pas payer ses obligations (voir 12 septembre), la crise financière s'étend à l'Europe.
- Les Indiens, contraints de vendre leur droit sur le Minnesota, entrent en guerre (1857-1862).
- Guerre de Yakima : conflit entre les États-Unis et le peuple Yakamas, alors tribu amérindienne du Territoire de Washington et désormais sud-est de l'État de Washington, de 1855 à 1858.
- Les Mormons abandonnent Las Vegas (Nevada).
- L'American Institute of Architects (AIA) est fondé.
- Le 34e Congrès des États-Unis vote l'accréditation de la "Columbia Institution for the Instruction of the Deaf and Dumb and the Blind" (Établissement de Columbia pour l'instruction des sourds, muets et aveugles) et lui apporte un soutien financier pour la scolarisation des enfants nécessiteux sourds, muets ou aveugles du District de Columbia.

## Naissances
- 13 février : Almanzo James Wilder, (né à Malone (New York), décédé à Mansfield (Missouri), le 23 octobre 1949), époux de la romancière Laura Ingalls Wilder.
- 8 avril (à Kinsman dans l'Ohio): Clarence Seward Darrow, avocat américain (décédé le 13 mars 1938 à Chicago).
- 15 septembre : William Howard Taft, futur président des États-Unis.
- 5 novembre : Ida Minerva Tarbell, morte le 6 janvier 1944, est une pédagogue, femme de lettres et journaliste  américaine. Grande figure du journalisme d'enquête de l’ère progressiste.
- 12 décembre : Lillian Nordica, soprano américaine.

## Décès
- 16 février : Elisha Kent Kane, (°28 février 1820), était un médecin de la United States Navy, scientifique et explorateur. Il a été membre de la première expédition (1850) dans l'Arctique pour retrouver l'expédition Franklin disparue.

#### Articles généraux
- Histoire des États-Unis de 1776 à 1865
- Évolution territoriale des États-Unis
- Troisième Guerre séminole
- Bleeding Kansas
- Guerre de l'Utah
- Guerre de Yakima

#### Articles sur l'année 1857 aux États-Unis
- Scott v. Sandford
- Massacre de Mountain Meadows
- Panique de 1857
- Coinage Act of 1857